# Simon Jaquemet
Simon Jaquemet (nascut el 1978) és un cineasta suís i artista d'intel·ligència artificial.

## Primera vida i educació
Jaquemet va néixer a Zuric i es va criar en una granja prop de Basilea. Va estudiar cinema a la Universitat de les Arts de Zuric.

## Carrera
Després de dirigir una sèrie de curtmetratges, el primer llargmetratge de Jaquemet, la pel·lícula dramàtica per a adolescents Chrieg, es va estrenar al Festival Internacional de Cinema de Sant Sebastià el 2014. Chrieg va guanyar el premi Max Ophüls a la millor pel·lícula i va ser nominada a la millor pel·lícula als Premis de Cinema Suís de 2025.
El segon llargmetratge de Jaquemet Der Unschuldige, protagonitzat per Judith Hofmann com a investigadora de la neurociència que lluita per conciliar la seva devota fe cristiana amb els experiments radicals del seu empresari sobre primats, es va estrenar al Festival Internacional de Cinema de Toronto de 2018.  The film garnered  Jaquemet a nomination in the Best Screenplay category at the 2019 Swiss Film Awards.
El 2024, la pel·lícula de ciència-ficció i thriller Electric Child va ser seleccionada per estrenar-se al 77è Festival Internacional de Cinema de Locarno.

## Filmografia
| Any  | Títol                          | Ref.  |
| ---- | ------------------------------ | ----- |
| 2014 | Chrieg (War)                   | [ 3 ] |
| 2018 | Der Unschuldige (The Innocent) | [ 6 ] |
| 2024 | Electric Child                 | [ 7 ] |

## Premis i nominacions
| Any  | Premi                         | Categoria         | Treball nominat | Resultat  | Ref.  |
| ---- | ----------------------------- | ----------------- | --------------- | --------- | ----- |
| 2015 | Premis del Cinema Suís        | Millor pel·lícula | Chrieg          | Nominat   | [ 4 ] |
| 2015 | Festival de Cinema Max Ophüls | Millor pel·lícula | Chrieg          | Guanyador | [ 5 ] |
| 2019 | Premis del Cinema Suís        | Millor guió       | Der Unschuldige | Nominat   | [ 1 ] |